# Ivan Mrázek
Ivan Mrázek (Brno, 1926. január 10. – Brno, 2019. április 4.) Európa-bajnok csehszlovák válogatott cseh kosárlabdázó.

## Pályafutása

### Klubcsapatban
1946 és 1957 között a BC Brno kosárlabdázója volt és hat csehszlovák bajnoki címet szerzett a csapattal.

### A válogatottban
Az 1946-os svájci Európa-bajnokságon aranyérmes lett a csehszlovák válogatott tagjaként. További három ezüstérmet szerzett az Európa-bajnokságokon (1947, 1951, 1955). Két olimpián vett részt. Az 1948-as londoni olimpián a hetedik, az 1952-es helsinkin a 12. helyen végzett a válogatott csapattal.

### Edzőként
1957 és 1969 között a BC Brno vezetőedzője volt és hat csehszlovák bajnoki cím elnyerésében volt szerepe. 1960-ban és 1963-ban a csehszlovák válogatott szövetségi kapitánya volt. Irányításával az 1960-as római olimpián ötödik helyezést ért el a csehszlovák csapat. 1969–70-ben az olasz Petrarca Padova szakmai munkáját irányította

## Sikerei, díjai
- a FIBA 50 legjobb játékosa (1991)

 Csehszlovákia
- Európa-bajnokság
  - aranyérmes: 1946
  - ezüstérmes (3): 1947, 1951, 1955
  - legjobb játékos: 1951
  - legeredményesebb játékos: 1951

 BC Brno
- Csehszlovák bajnokság
  - bajnok (6, játékosként): 1947, 1947–1948, 1948, 1948–1949, 1949–1950, 1950–1951
  - bajnok (6, edzőként): 1957–1958, 1961–1962, 1962–1963, 1963–1964, 1966–1967, 1967–1968